# 犹他数据中心

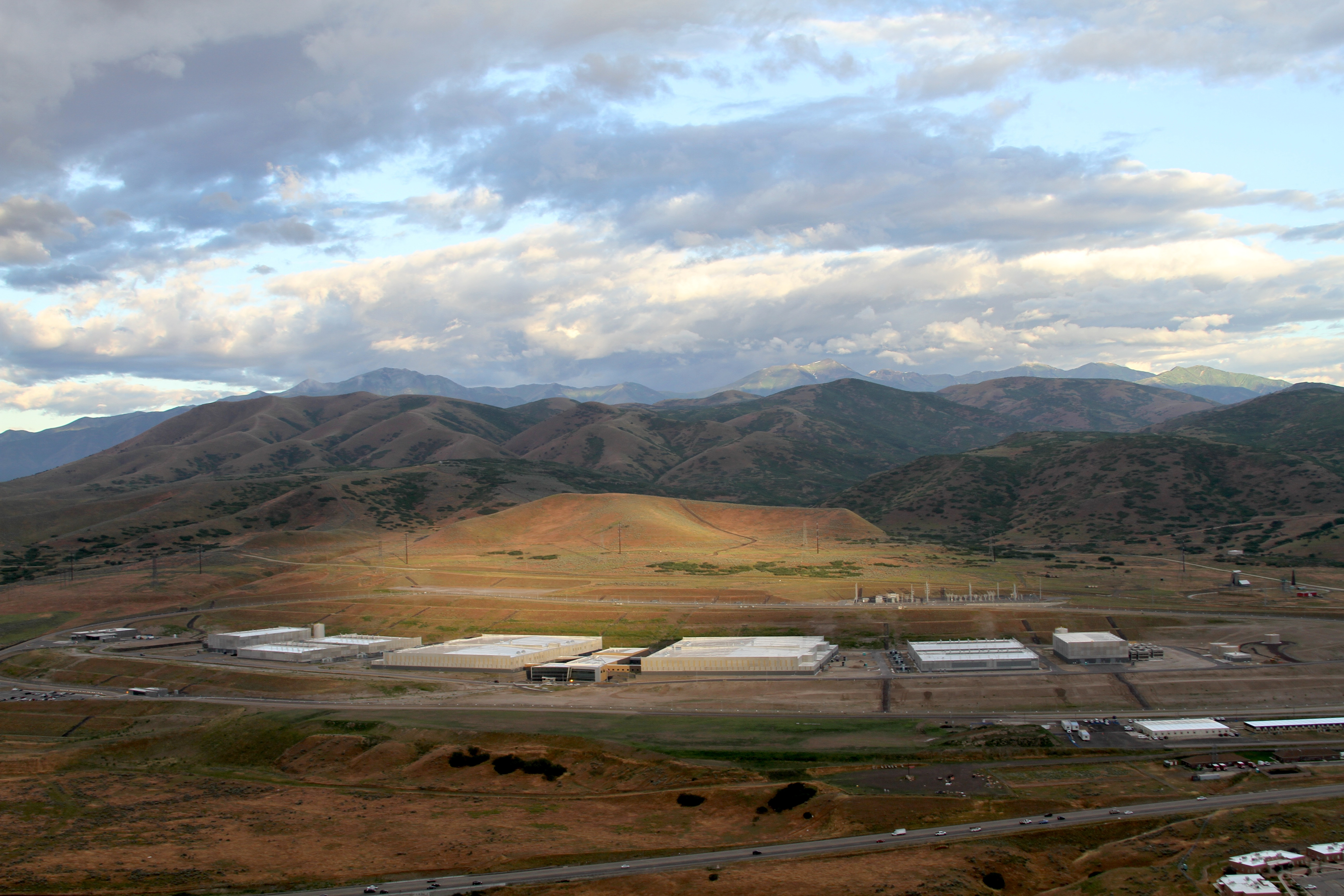
美国国家安全局(NSA)的犹他数据中心。

犹他数据中心，也称情报体系综合性国家计算机安全计划数据中心，是美国情报体系使用的一座数据存储设施，推测至少有艾字节（EB）级别的设计存储能力。它的目的是支持综合性国家计算机安全计划（Comprehensive National Cybersecurity Initiative，CNCI），但其具体职责则属于保密信息。美国国家安全局将负责领导该设施的运作，也是国家情报总监（DNI）的执行机构。
该数据中心位於威廉姆斯营（Camp Williams），靠近犹他州布拉夫戴尔市，地处犹他湖和大盐湖之间。

## 目的
据称，该数据中心将能够捕获“所有形式的通信的全部内容，包括私人电子邮件、电话通话、互联网搜索，以及所有类型的个人数据记录—停车收据、旅行日程表、书店购物记录，和其他的杂项记录”。
国家安全局发言人在回应有关该数据中心将被用于非法监听美国公民的电子邮件的指控时说：“人们对犹他数据中心做出了许多没有根据的指控…有关国家安全局的最大误解之一就是我们非法监听，或者阅读，美国公民的电子邮件。 事实根本并非如此”。

犹他数据中心的全景图

2009年4月，美國司法部官員承認國家安全局超出美国外国情报监控法院的權限大規模過度收集國內通信，但聲稱這些行為是無意的，後來已得到糾正。
2012年8月，《紐約時報》根據對國家安全局前技術總監兼舉報人威廉·賓尼 (William Binney) 的採訪，出版了獨立電影製作人題為《計劃》(The Program)] 的短片紀錄片。 該項目原本是為外國信號情報（SIGINT）收集而設計的，但賓尼聲稱，九一一袭击事件後，限制無意收集與美國公民有關的數據的控制措施被取消，這引起了他和其他人的擔憂，認為這些行為是非法的、違憲的。 賓尼聲稱，布拉夫戴尔設施(Bluffdale facility)的設計目的是在沒有授權(no warrant)的情況下儲存廣泛的國內通訊資料以進行数据挖掘。
犹他数据中心于2013年启用，预计将存储互联网数据以及来自备受争议的美国国家安全局电话通话数据库"MAINWAY"的电话记录。
鉴于美国国家安全局参与美国的大规模监控实践的争议，以及前美国国家安全局承包商爱德华·斯诺登2013年披露的美国的大规模监控，犹他数据中心被《华尔街日报》誉为“间谍机构监视能力的象征”。
宾尼 (Binney)曾表示，建立该设施的目的是存储通信录音和其他内容，而不仅仅是元数据。
根据对斯诺登的采访，该项目最初在国家安全局内部被称为 “海量数据存储库” (Massive Data Repository)，但由于前者听起来太 “恐怖 ”(too "creepy") 而更名为 “任务数据存储库”(Mission Data Repository)。

## 結構

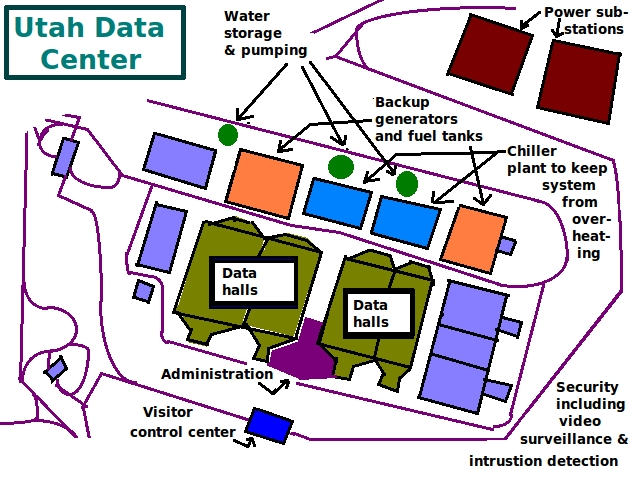
犹他数据中心将收集从卫星通信和海底光缆截获的数据。分析人员将试图解密、分析以及存储信息，以发现潜在的国家安全威胁。该设施将有备用发电机和强大的制冷设备支持。

按照规划，该数据中心的占地100万到150万平方英尺，到2013年9月完工时预计共耗资15億美元至20億美元。一份报告称，另外20億美元将被用于硬件、软件以及维护开销。完工后的设施预计将需要65兆瓦的功率，耗资约每年4000萬美元。
《福布斯》的一篇文章根據對未分類藍圖的分析估計，截至2013 年，儲存容量在3 到12Exbibyte(艾字節)之間，但提到了摩爾定律，這意味著技術的進步預計將在未來幾年將容量增加幾個數量級。
在工程建設接近尾聲時，它受到「大規模電湧」形式的電氣問題的困擾，導致設備損壞。這使得開業時間延後了一年。
完工後的結構被稱為第三級 (Tier III) 数据中心，面積超過 100 萬平方英尺，建造成本超過$15億美元。在這 1,000,000 平方英尺中，有 100,000 平方英尺專用於資料中心。另外 900,000 平方英尺用作技術支援和行政空間。

## 引言原文
1. ↑  原文: “… all forms of communication, including the complete contents of private emails, cell phone calls, and Internet searches, as well as all sorts of personal data trails—parking receipts, travel itineraries, bookstore purchases, and other digital ‘pocket litter’”。